# Jon Rudnitsky
Jon Rudnitsky est un humoriste et acteur américain né le 22 novembre 1989 à Harrington Park au New Jersey.

## Biographie

### Jeunesse
Jon Rudnitsky naît et grandit à Harrington Park. Adolescent, il fréquente le Northern Valley Regional High School at Old Tappan (en). Il est diplômé de l'université du Sud de la Californie.

### Carrière
Pendant quelque temps, Jon Rudnitsky s'est joint à The Groundlings, une célèbre troupe d'improvisation basée à Los Angeles. En 2012, il décroche son premier rôle à la télévision dans un épisode d'Esprits criminels. En 2015, il participe au festival Juste pour rire. La même année, il intègre le casting de la 41e saison de Saturday Night Live,. Spécialisé dans les imitations, il parodie notamment Anderson Cooper, Wolf Blitzer, Tom Cruise et Vladimir Poutine au cours de cette 41e saison. Il quitte le casting de l'émission à la fin de cette saison.
En 2017, il partage l'affiche d'Un cœur à prendre avec Reese Witherspoon.